# Magyarország az 1984. évi téli olimpiai játékokon
Magyarország a jugoszláviai Szarajevóban megrendezett 1984. évi téli olimpiai játékok egyik részt vevő nemzete volt, négy sportág, összesen nyolc versenyszámában hét férfi és két női, összesen kilenc versenyző képviselte. A magyar atléták nem szereztek érmet és pontot sem. Ez öt ponttal kevesebb, mint az előző, Lake Placid-i olimpián elért eredmény.
A megnyitóünnepségen a magyar zászlót a sílövő Mayer Gábor vitte.

## Eredményesség sportáganként
Az alábbi táblázat összefoglalja a magyar versenyzők szereplését. A sportág neve mögött zárójelben lévő szám jelzi, hogy az adott szakág hány versenyszámában indult magyar sportoló.
Az egyes oszlopokban előforduló legmagasabb érték vagy értékek vastagítással kiemelve.

Az olimpiai pontok számát az alábbiak szerint lehet kiszámolni: 1. hely – 7 pont, 2. hely – 5 pont, 3. hely – 4 pont, 4. hely – 3 pont, 5. hely – 2 pont, 6. hely – 1 pont.
| Sportág            | Helyezések száma | Helyezések száma | Helyezések száma | Helyezések száma | Helyezések száma | Helyezések száma | Olimpiai pont | Indulók száma | Indulók száma | Indulók száma |
| Sportág            |                  |                  |                  | 4.               | 5.               | 6.               | Olimpiai pont | Férfi         | Nő            | Össz.         |
| Alpesisí (2)       | 0                | 0                | 0                | 0                | 0                | 0                | 0             | 1             | 0             | 1             |
| Biatlon (3)        | 0                | 0                | 0                | 0                | 0                | 0                | 0             | 5             | 0             | 5             |
| Gyorskorcsolya (2) | 0                | 0                | 0                | 0                | 0                | 0                | 0             | 0             | 1             | 1             |
| Műkorcsolya (1)    | 0                | 0                | 0                | 0                | 0                | 0                | 0             | 1             | 1             | 2             |
|                    |                  |                  |                  |                  |                  |                  |               |               |               |               |
| Összesen           | 0                | 0                | 0                | 0                | 0                | 0                | 0             | 7             | 2             | 9             |

## Alpesisí
Férfi
| Versenyző   | Versenyszám      | 1. futam      | 1. futam      | 2. futam | 2. futam | Összesítés | Összesítés |
| Versenyző   | Versenyszám      | Idő           | Hely.         | Idő      | Hely.    | Idő        | Helyezés   |
| ----------- | ---------------- | ------------- | ------------- | -------- | -------- | ---------- | ---------- |
| Kozma Péter | Műlesiklás       | 59,14         | 31.           | 55,24    | 17.      | 1:54,38    | 18.        |
| Kozma Péter | Óriás-műlesiklás | nem ért célba | nem ért célba | kiesett  | kiesett  | kiesett    | kiesett    |

## Biatlon
| Versenyző                                             | Versenyszám      | Lövőhiba      | Időeredmény   | Helyezés      |
| ----------------------------------------------------- | ---------------- | ------------- | ------------- | ------------- |
| Kovács Zsolt                                          | 10 km sprint     | 1             | 34:23,9       | 33.           |
| Kovács Zsolt                                          | 20 km egyéni     | 7             | 1:26:18,7     | 45.           |
| Lihi József                                           | 10 km sprint     | 6             | 40:21,0       | 58.           |
| Mayer Gábor                                           | 10 km sprint     | 3             | 34:46,3       | 37.           |
| Palácsik László                                       | 20 km egyéni     | nem ért célba | nem ért célba | nem ért célba |
| Spisák János                                          | 20 km egyéni     | 8             | 1:28:06,9     | 51.           |
| Spisák János Mayer Gábor Palácsik László Kovács Zsolt | 4 × 7,5 km váltó | 4             | 1:48:40,0     | 14.           |

## Gyorskorcsolya
Női
| Versenyző     | Versenyszám | Eredmény | Helyezés |
| ------------- | ----------- | -------- | -------- |
| Hunyady Emese | 500 m       | 43,70    | 19.      |
| Hunyady Emese | 1000 m      | 1:29,36  | 30.      |

## Műkorcsolya
| Versenyző              | Versenyszám | Kötelező tánc     | Kötelező tánc | Kötelező tánc | Eredeti (original) tánc | Eredeti (original) tánc | Eredeti (original) tánc | Kűr               | Kűr   | Kűr         | Összesítés         | Összesítés |
| Versenyző              | Versenyszám | Több. hely. száma | Hely.         | Hely. pont.   | Több. hely. száma       | Hely.                   | Hely. pont.             | Több. hely. száma | Hely. | Hely. pont. | Helyezési pontszám | Helyezés   |
| ---------------------- | ----------- | ----------------- | ------------- | ------------- | ----------------------- | ----------------------- | ----------------------- | ----------------- | ----- | ----------- | ------------------ | ---------- |
| Engi Klára Tóth Attila | Jégtánc     | 9×17+             | 17.           | 10,2          | 9×17+                   | 17.                     | 6,8                     | 7×16+             | 16.   | 16,0        | 33,0               | 16.        |